# Gunung Pinturimba
Gunung Pinturimba är ett berg i Indonesien.   Det ligger i provinsen Aceh, i den västra delen av landet, 1 600 km nordväst om huvudstaden Jakarta. Toppen på Gunung Pinturimba är 1 234 meter över havet, eller 134 meter över den omgivande terrängen. Bredden vid basen är 0,92 km.
Terrängen runt Gunung Pinturimba är kuperad åt nordost, men åt sydväst är den bergig.Runt Gunung Pinturimba är det ganska tätbefolkat, med 54 invånare per kvadratkilometer. I omgivningarna runt Gunung Pinturimba växer i huvudsak städsegrön lövskog.